# Barker Bill's Trick Shooting
Barker Bill's Trick Shooting es un videojuego de disparos de 1990 desarrollado por Nintendo R&D1 y publicado por Nintendo para Nintendo Entertainment System .

## Jugabilidad
Barker Bill's Trick Shooting consta de cuatro modos de juego tipo carnaval en los que el jugador usa un NES Zapper para disparar varios objetos y obtener puntos. Se otorgan puntuaciones más altas a los tiros más atrevidos: los que están a punto de desaparecer o romperse otorgan la mayor cantidad de puntos. Los modos de juego constan de:
- Salón de Globos

El jugador intenta disparar globos volando mientras evita golpear al perro de Duck Hunt. Los globos valen 100 puntos cada uno.
- Platillos voladores

Barker Bill y su asistente Trixie lanzarán platos por la pantalla. Los jugadores deben disparar a los platos evitando a Bill, Trixie y el loro. Las placas se puntúan según lo cerca que estén del suelo: desde 100 muy altas hasta 500 justo por encima del suelo.
- Dolores de ventana

Objetos variados caerán por una pantalla llena de ventanas, pero algunas de las ventanas están cerradas, bloqueando los disparos del jugador. Sólo puede golpear objetos a través de ventanas abiertas. Los golpes se puntúan según la fila en la que se golpea el objeto: desde 100 en la fila superior hasta 500 en la inferior.
- Locuras divertidas

Esto implica avanzar sucesivamente a través de las tres etapas anteriores seguidas de dos etapas adicionales:
- Disparo de Trixie (visto por primera vez en la etapa 4)

Trixie camina por la pantalla y de vez en cuando presenta monedas. Los jugadores disparan las monedas intentando no golpearla a ella ni al loro. Los puntos varían de 100 a 500 puntos dependiendo de qué tan rápido se disparen después de ser presentados; cualquier moneda que arroje siempre vale 500 puntos.
Después de jugar Trixie's Shot, siempre que se haya ganado al menos un diamante, el jugador irá a una máquina tragamonedas y apretará el gatillo para detener las tragamonedas. Esta es la única manera de ganar oportunidades adicionales en Fun Follies. Los diamantes que el jugador recolectó en etapas anteriores (que "no" le dan oportunidades adicionales en Fun Follies) permiten más líneas ganadoras y una mejor oportunidad de ganar un gran premio. El jugador recibe premios por todas las líneas ganadoras, lo que le permite tener potencial (con al menos dos diamantes) de hasta 15 oportunidades adicionales.
- Bill's Thrills (visto por primera vez en la etapa 9)

Bill arrojará objetos como huevos y tomates a lo alto. Los jugadores los golpean antes de que lleguen a Trixie, pero deben volver a tener cuidado con el loro. La puntuación es mayor debido a la dificultad y depende del tamaño del objeto lanzado: desde 800 por el tomate relativamente grande hasta 1,500 por el huevo diminuto.
El jugador comenzará cada juego con diez oportunidades. Excepto durante Fun Follies, pueden ganar una vida disparando a un diamante. El jugador pierde una oportunidad de cometer cada uno de los siguientes:
- No alcanzar un objetivo.
- Golpear algo equivocado (como una persona o un animal). El juego termina cuando el jugador se queda sin oportunidades.

## Música
La banda sonora fue compuesta por Hirokazu Tanaka, quien había trabajado en la música de juegos anteriores de Nintendo como Balloon Fight y Duck Hunt. La música de alta puntuación de las versiones "VS" de estos juegos fue posteriormente remezclada por Tanaka en "Trick Shooting". La única diferencia es que la canción ahora está en clave C# en lugar de C. El juego utiliza el motor de sonido posterior de Tanaka, con muestras de batería digitalizadas.

## Recepción
Allgame le dio al juego una puntuación de 3.5 estrellas sobre 5. Game Freaks 365 le dio una calificación del 83% (el equivalente a una calificación B) en su revisión de 2005.